# Independent Spirit díj a legjobb rendezőnek
Independent Spirit díj a legjobb rendezőnek díjat kapott filmrendezők:

## Nyertesek listája
- Martin Scorsese (Lidérces órák, 1985)
- Joel Coen (Véresen egyszerű, 1985)
- Oliver Stone (A szakasz, 1986)
- John Huston (The Dead, 1987)
- Ramón Menéndez (Stand and Deliver, 1988)
- Steven Soderbergh (Szex, hazugság, videó, 1989)
- Charles Burnett (To Sleep with Anger, 1990)
- Martha Coolidge (Rambling Rose, 1991)
- Carl Franklin (One False Move, 1992)
- Robert Altman (Short Cuts, 1993)
- Quentin Tarantino (Ponyvaregény, 1994)
- Mike Figgis (Las Vegas, végállomás, 1995)
- Joel Coen (Fargo, 1996)
- Robert Duvall (Az apostol, 1997)
- Wes Anderson (Okostojás, 1998)
- Alexander Payne (Gimiboszi, 1999)
- Ang Lee (Tigris és sárkány, 2000)
- Christopher Nolan (Memento, 2001)
- Todd Haynes (Távol a mennyországtól, 2002)
- Sofia Coppola (Elveszett jelentés, 2003)
- Alexander Payne (Kerülőutak, 2004)
- Ang Lee (Brokeback Mountain – Túl a barátságon, 2005)
- Jonathan Dayton (A család kicsi kincse, 2006)
- Valerie Faris (A család kicsi kincse, 2006)
- Julian Schnabel (Szkafander és pillangó, 2007)
- Thomas McCarthy (A látogató, 2008)
- Lee Daniels (Precious – A boldogság ára, 2009)
- Darren Aronofsky (Fekete hattyú, 2010)
- Michel Hazanavicius (The Artist – A némafilmes, 2011)
- David O. Russell (Napos oldal, 2012)
- Steve McQueen (12 év rabszolgaság, 2013)
- Richard Linklater (Sráckor, 2014)
- Thomas McCarthy (Spotlight – Egy nyomozás részletei, 2015)
- Barry Jenkins (Holdfény, 2016)
- Jordan Peele (Tűnj el!, 2017)
- Barry Jenkins (Ha a Beale utca mesélni tudna, 2018)
- Safdie Brothers (Csiszolatlan gyémánt, 2019)
- Chloé Zhao (A nomádok földje, 2020)